# Wren T. Brown
Wren Troy Brown (Los Angeles, 11 giugno 1964) è un attore statunitense.

## Biografia
Figlio del trombettista jazz Troy Brown Jr. e nipote dell'attore Troy Brown Sr. La nonna materna, Ruth Givens, era una cantante e ballerina di successo nel cinema e al Los Angeles Cotton Club. Il nonno materno, Lee Young Sr., è stato il primo musicista nero a Hollywood. Il suo bisnonno, Willis Handy Young, era un musicista e proprietario della compagnia di vaudeville New Orleans Strutters. Ha frequentato la Alexander Hamilton High School di Los Angeles. Mentre era all'ultimo anno, si è esibito nel primo spot pubblicitario nazionale dei Chicken McNuggets, nel 1982.
Nel corso della sua carriera ha preso parte a Hollywood Shuffle, co-scritto da Robert Townsend e Keenen Ivory Wayans nel 1987, Donne - Waiting to Exhale di Forest Whitaker nel 1995 e Edmond di David Mamet nel 2007. Ha recitato anche nel film The Dinner, nelle commedie drammatiche The Importance of Being Earnest e 4 fantasmi per un sogno, nel film romantico Beyond the Lights - Trova la tua voce, nel dramma bellico Vicino alla fine, nei film d'azione Trappola sulle Montagne Rocciose e Biker Boyz e nei film horror Hellraiser - La stirpe maledetta e Hellbent.
È il produttore associato del film sull'Apartheid Boesman & Lena, con Danny Glover e Angela Bassett. Il suo secondo film da produttore è stato il film concerto dell'album vincitore del Grammy Award di Dianne Reeves, In The Moment: Live in Concert.
Ha preso parte a tantissime serie televisive come West Wing - Tutti gli uomini del Presidente, The Practice - Professione avvocati, Frasier, Seinfeld, Streghe, Star Trek: Voyager, Curb Your Enthusiasm, Tutti odiano Chris, Grey's Anatomy, oltre ad aver interpretato il fratello di Whoopi Goldberg, Courtney Rae, nella serie televisiva del 2003 Whoopi. Ha prestato la voce all'antenato nero di Homer Simpson, Virgil Simpson, ne I Simpsons, e ha prestato la voce alla poesia di Langston Hughes Il negro parla di fiumi nell'album del pianista Billy Childs, candidato ai Grammy Award.

## Filmografia parziale

### Cinema
- Hollywood Shuffle, regia di Robert Townsend (1987)
- The Importance of Being Earnest, regia di Kurt Baker (1992)
- Vicino alla fine (A Midnight Clear), regia di Keith Gordon (1992)
- 4 fantasmi per un sogno (Heart and Souls), regia di Ron Underwood (1993)
- Donne - Waiting to Exhale (Waiting to Exhale), regia di Forest Whitaker (1995)
- Trappola sulle Montagne Rocciose (Under Siege 2: Dark Territory), regia di Geoff Murphy (1995)
- Hellraiser - La stirpe maledetta (Hellraiser: Bloodline), regia di Kevin Yagher (1996)
- Biker Boyz, regia di Reggie Rock Bythewood (2003)
- Hellbent, regia di Paul Etheredge-Ouzts (2004)
- Edmond, regia di Stuart Gordon (2005)
- Beyond the Lights - Trova la tua voce (Beyond the Lights), regia di Gina Prince-Bythewood (2014)
- The Dinner, regia di Oren Moverman (2017)

### Televisione
- Top Secret – serie TV, episodio 4x14 (1987)
- Dallas – serie TV, un episodio (1987)
- Star Trek: The Next Generation – serie TV, episodio 2x19 (1989)
- La signora in giallo (Murder, She Wrote) – serie TV, 3 episodi (1989-1995)
- Frasier – serie TV, episodio 1x18 (1994)
- Bless This House – serie TV, 8 episodi (1995-1996)
- Le nuove avventure di Flipper (Flipper) – serie TV, 22 episodi (1996-1997)
- Ally McBeal – serie TV, episodio 1x18 (1998)
- Star Trek: Voyager – serie TV, episodio 7x13 (2001)
- Whoopi – serie TV, 22 episodi (2003-2004)
- Grey's Anatomy – serie TV, 3 episodi (2012-2013)

## Doppiatori italiani
Nelle versioni in italiano delle opere in cui ha recitato, Wren T. Brown è stato doppiato da:
- Nino Prester in Frasier
- Maurizio Reti in La signora in giallo (ep. 11x15)
- Loris Loddi in Le nuove avventure di Flipper
- Natale Ciravolo in Ally McBeal
- Renato Cortesi in Whoopi
- Franco Zucca in Edmond
- Gianluca Machelli in Grey's Anatomy (ep. 8x20)
- Alessandro Ballico in Grey's Anatomy (ep. 9x09-10)